# Kyrktjänst
Kyrktjänst rf (finska: Kirkkopalvelut ry) är en finländsk välgörenhetsorganisation och samarbete- och serviceorganisation mellan församlingar och kristna aktörer i Finland. Kyrktjänst erbjuder även välfärds- och skolningstjänster.
Kyrktjänst organiserar och upprätthåller bland annat insamlingen Gemensamt Ansvar, Kotimaanapu-tjänsten (Hemlandshjälp), Ruoka-apu.fi-tjänsten (Mathjälp) och Vapaaehtoistyö.fi-tjänsten (Frivilligarbete). Ytterligare organiserar Kyrktjänst också Kyrkodagar och Vägkyrkor i Finland.

## Historia
Kyrktjänst rf grundades när två kyrkliga organisationer, Suomen Kirkon Sisälähetysseura (finska kyrkans innermissionsförbund) och Suomen Kirkon Seurakuntatoiminnan Keskusliitto (centralförbund för finska kyrkans församlingsarbete), bestämde sig att gå samman i början av 1990-talet. Officiellt slutfördes sammangåendet 2001. År 2013 gick Kyrktjänst samman med Suomen Kirkon Seurakuntaopiston Säätiö (stiftelsen för finska kyrkans församlingsinstitut).
Våren 2020 hade Kyrktjänst tillsammans 352 anställda och omsättningen samma år var 32,1 miljoner euro.